# Juan Felipe Delgadillo
Juan Felipe Delgadillo Fuentes (San Mateo Atenco, 2 settembre 1993) è un ex calciatore messicano, di ruolo centrocampista.

## Carriera
Ha giocato nella massima serie dei campionati messicano e costaricano.